# Vittorio Gui
Vittorio Gui (Rome, 14 septembre 1885 - Fiesole, 16 octobre 1975) est un chef d'orchestre et compositeur italien. 

## Biographie
Vittorio Gui étudie à l'Académie nationale de Sainte-Cécile à Rome avec Stanislao Falchi. Il débute comme chef d'orchestre au Teatro Adriano de Rome en 1907, avec La Gioconda, puis Maria di Rohan, L'Orfeo et Siegfried. Il parait dans diverses villes d'Europe, notamment à Lisbonne, où il dirige la première locale de Parsifal. 
Il est appelé par Arturo Toscanini à La Scala de Milan en 1923. Invité à Turin, il en fait l'une des premières scènes lyriques d'Italie, puis crée le Maggio Musicale Fiorentino en 1933.
On lui doit d'innombrables premières locales en Italie (Ariadne auf Naxos, L'Heure espagnole, Didon et Énée, etc), et un travail musicologique aboutissant à d'importantes reprises ou exhumations d'œuvres négligées de Rossini, Gluck, Spontini, Paisiello, etc.
Parallèlement à ses nombreuses activités en Italie, il parait régulièrement à Vienne, Salzbourg, Glyndebourne, ainsi qu'à Londres, Paris, Moscou, etc. 
Vittorio Gui a composé un opéra Fata Mallerba (Turin, 1927), et des compositions pour orchestre. Il a aussi transcrit des œuvres de Bach et Sammartini, et a publié de nombreux essais et articles sur la musique.

## Discographie sélective
- Bellini - Norma - Gina Cigna, Ebe Stignani, Giovanni Breviario, Tancredi Pasero - Chœur et orchestre de la Rai de Turin (Cetra, 1937)
- Rossini - Le Barbier de Séville - Victoria de los Angeles - Sesto Bruscantini, Luigi Alva, Carlo Cava, Glyndebourne Festival Chorus, Royal Philharmonic Orchestra, 1963.

## Sources
- Harold Rosenthal, John Warrack, Roland Mancini et Jean-Jacques Rouveroux, Guide de l'opéra, Paris, Fayard, coll. « Les indispensables de la musique », 1995, 968 p. (ISBN 978-2-213-59567-2)
- Gustav Kobbé : Tout l'opéra, Laffont, coll. Bouquins